# Mitobates pulcher
Mitobates pulcher is een hooiwagen uit de familie Gonyleptidae.